# Alessandro Malaspina (sommergibile)
L'Alessandro Malaspina è stato un sommergibile della Regia Marina. L'unità era intitolata al navigatore ed esploratore Alessandro Malaspina.

## Storia
Molti dei marinai destinati all'unità non avevano alcuna esperienza di imbarco su sommergibili, per cui l'allenamento dell'equipaggio venne effettuato in occasione delle prove di collaudo del sommergibile stesso.
Non appena fu operativo, ne fu disposto l'invio in Atlantico. Il 29 luglio 1940 salpò da La Spezia al comando del capitano di fregata Mario Leoni e il 3 settembre passò lo stretto di Gibilterra, dovendosi immergere per l'avvistamento di un cacciatorpediniere; causa poi le forti correnti e avarie ai timoni, sprofondò sino a 152 metri di profondità (la prua sino a 165) riuscendo infine a riemergere senza danni; diresse quindi per il proprio settore d'operazione. Il 12 agosto 1940 fu il primo sommergibile atlantico italiano ad affondare una nave nemica: immobilizzò con il lancio di quattro siluri la nave cisterna britannica British Fame (8406 tsl, sbandata dal convoglio «OB. 193»), la fece abbandonare dall'equipaggio (45 uomini si posero in salvo su tre lance, i morti furono 3 e il comandante fu trattenuto come prigioniero sul Malaspina) e la finì a cannonate, affondandola in posizione 37°44' N e 22°56' O; trainò poi per un'ora (dovendo infine desistere per il mare sempre più mosso) le imbarcazioni, che riuscirono poi a raggiungere le Azzorre. Il 4 settembre il Malaspina giunse a Bordeaux, sede della base italiana di Betasom; il 30 settembre il sommergibile fu visitato dall'ammiraglio Karl Dönitz, comandante delle forze subacquee della Kriegsmarine.
Il 9 ottobre il sommergibile salpò per la seconda missione da svolgersi a ovest della Scozia, ove giunse nove giorni più tardi; cercò poi un convoglio segnalato da un U-Boot tedesco ma non riuscì a raggiungerlo prima della sua distruzione, mentre nella notte tra il 20 ed il 21 ottobre lanciò quattro siluri (uno solo dei quali colpì) contro un trasporto stimato in 3400 tsl; lo cannoneggiò infruttuosamente per breve tempo, interrompendo infine l'azione perché il buio ed il maltempo ostacolavano il tiro (mentre invece il mercantile non aveva problemi nel reagire con le armi di bordo). Il 31 ottobre individuò un convoglio di sette mercantili, ma non riuscì ad attaccarlo a causa delle manovre di uno dei due cacciatorpediniere della scorta. Il 4 novembre intraprese la navigazione di rientro e cercò anche di attaccare un incrociatore ausiliario, non riuscendo a raggiungerlo dapprima per le manovre della nave e poi per il sopraggiungere della notte; l'indomani avvistò un altro grosso incrociatore ausiliario che lo cannoneggiò obbligandolo all'immersione. Il 9 novembre il Malaspina rientrò alla base.
Seguì un ciclo di lavori e il 5 gennaio 1941 il sommergibile lasciò Bordeaux per la terza missione. Dal 13 al 24 fu alla ricerca di navi nella sua zona d'agguato a ovest della Scozia, ma inutilmente; si spostò poi più a sud dove avvistò un cacciatorpediniere senza poterlo attaccare, mentre il 28 gennaio individuò un incrociatore ausiliario anch'esso troppo lontano per essere attaccato; due giorni dopo si avviò sulla rotta di rientro arrivando a Betasom il 28 febbraio. 
Il 23 aprile (con il tenente di vascello Giuliano Prini come nuovo comandante) iniziò una nuova missione a ovest dell'Irlanda, danneggiando con un siluro, il 3 maggio, il piroscafo passeggeri Lycaon (che tuttavia si allontanò favorito dal maltempo che limitava la visibilità); attaccò poi un convoglio di una ventina di trasporti ma fu prima costretto all'immersione da un attacco aereo e poi bombardato per nove ore con cariche di profondità da tre cacciatorpediniere; la missione ebbe termine a inizio giugno (e durante la navigazione di rientro il Malaspina fu attaccato da un altro velivolo, un ricognitore Short Sunderland).
Il 27 giugno il sommergibile salpò da Bordeaux diretto a ovest di Gibilterra ed il 3 luglio avvistò un cacciatorpediniere senza poterlo attaccare; undici giorni dopo colò a picco 105 miglia a sudovest delle Azzorre il vecchio piroscafo greco Nikoklis (3576 tsl), del cui equipaggio morirono 11 uomini su 28, mentre il 17 luglio affondò nel punto 30°44' N e 17°33' O il piroscafo inglese Guelma (4402 tsl) in rotta Madera-Freetown; qualche giorno dopo il Malaspina rientrò alla base dove fu sottoposto a lavori protrattisi fino a settembre.
Il 7 settembre 1941 partì per la sua sesta missione, con rientro previsto in ottobre; non diede però più notizie di sé ed il 18 novembre fu dichiarato perduto in mare in circostanze sconosciute.
Due sono le azioni che potrebbero aver determinato la perdita del Malaspina:
- una caccia con bombe di profondità eseguita dal cacciatorpediniere HMS Vimy di scorta al convoglio «HG. 73» in rotta Gibilterra-Liverpool il 24 settembre 1941, in posizione 37°46' N e 19°18' O[2][8];
- un attacco aereo svolto il 10 settembre 1941 da un idrovolante Short Sunderland del X Squadron della RAF in posizione 46°23' N e 11°22' O (l'aereo avvistò un sommergibile – identificato come U-Boot tedesco di grande crociera e munito di mimetizzazione viola-verde-grigia – che procedeva in superficie a 8 nodi e gettò tre bombe di profondità, due delle quali lo colpirono una a proravia e una a poppavia della torretta mentre questo si stava immergendo; il battello fu poi visto immobile sotto la superficie mentre una grossa chiazza di nafta si allargò sopra di esso e fu vista da un altro aereo anche il giorno seguente; nessun sommergibile dell'Asse scomparve in zona in quel periodo, oltre al Malaspina)[2].

I comandi sommergibili italiano e tedesco accreditarono allo scomparso Malaspina l'affondamento di tre mercantili (appartenenti al convoglio «HG. 73») visti in procinto di affondare (uno incendiato), in posizione 44°09' N e 21°45' O, da un ricognitore tedesco, il 24 settembre; non avendo nessun altro sommergibile, italiano o tedesco, rivendicato tali affondamenti, furono assegnati al Malaspina, ma non esistono conferme da parte britannica e comunque, viste le date indicate per le azioni che avrebbero condotto all'affondamento del sommergibile italiano, questi tre affondamenti sono estremamente improbabili (probabilmente si trattò di un errore da parte dell'osservatore dell'aereo).
Con il Malaspina scomparvero il comandante Prini – alla cui memoria fu conferita la Medaglia d'oro al valor militare –, 6 altri ufficiali e 53 fra sottufficiali e marinai.
Il sommergibile aveva svolto 6 missioni di guerra, tutte in Atlantico, percorrendo complessivamente 27.281 miglia in superficie e 1851 in immersione.